# Спратлен, Памела
Спратлен, Памела Лиора (англ. Spratlen, Pamela Leora) (14 июля 1954, Колумбус, штат Огайо) — афроамериканка, государственный деятель, посол США в Кыргызстане и Узбекистане.

## Семья
Памела Лиора Спратлен родилась 14 июля 1954 года в Колумбусе, штат Огайо, и выросла в штатах Вашингтон и Калифорния. Её отец, Фаддей Спратлен (англ. Thaddeus Spratlen), работал профессором на кафедре маркетинга в Школе бизнеса в Вашингтонском университете. В молодости он тоже подавал заявку в дипломатическую службу Государственного департамента США, но ему отказали из-за расистских ограничений при приёме на работу для афроамериканцев в то время. Мать Памелы, Лоис Прайс Спратлен (англ. Lois Price Spratlen), была доцентом в колледже по подготовке медсестёр при Вашингтонском университете.

## Биография

### Образование
Памела окончила школу в 1972 году, а потом получила степень бакалавра по психологии в колледже Уэллсли в 1976 году. После этого она работала в разных организациях, посвящённых общественному служению, прежде, чем в 1981 году получить степень магистра по государственной политике в Калифорнийском университете в Беркли. В 2006 году Спратлен получила ещё одну степень магистра по стратегическим исследованиям в Военном колледже армии США.

### Карьера
С 1981 по 1989 год Спратлен служила в качестве старшего консультанта в Законодательном собрании Калифорнии, являясь советником по вопросам надзора за бюджетом штата, а именно — 3 млрд, выделенных на высшее образование.
В 1990 году Спратлен вошла в Госдепартамент США и служила на разных должностях, в том числе в 1999 году в команде, которая планировала официальные поездки госсекретаря Мадлен Олбрайт. В этом качестве в январе 1999 года Спратлен ездила в посольство США в Москву, чтобы помочь заложить основу для встреч Олбрайт с представителями Российской Федерации по поводу ситуации в Косово.
С 2000 по 2002 год Памела Спратлен работала помощником координатора в американском посольстве в Москве, и впоследствии в 2002—2004 годах стала генеральным консулом США во Владивостоке. Затем Спратлен вернулась и работала несколько лет в США, в том числе в 2006—2007 годах служила директором департамента дел Центральной Азии.
Спратлен считается в Вашингтоне одним из творцов американской политики в Евразии. В течение шести месяцев она исполняла обязанности заместителя помощника госсекретаря США по вопросам Центральной Азии и посоветовала советнику президента Таджикистана по международным отношениям Эркину Рахматуллаеву и заместителю министра иностранных дел Эркину Касымову из государства Кыргызстан зарегистрировать Национальный демократический институт в стране. Впоследствии в 2007—2008 годах она работала директором департамента западноевропейских дел. Спратлен разработала для Вашингтона новые планы ослабления позиций России и Китая в Центральной Азии, а также противодействия стратегии «Экономического пояса Шёлкового пути».
После окончания её службы в качестве заместителя главы миссии в посольстве США в Астане (Казахстан), 15 апреля 2011 года Спратлен была приведена к присяге в качестве посла в Кыргызстане. В этой должности в июне 2014 года она координировала передачу авиабазы Манас киргизскому государству. Она была важна для транзита войск и снабжения в Афганистан. Спратлен закончила миссию в Кыргызстане 12 декабря 2014 году и сразу стала послом в Узбекистане с 16 декабря 2014 года, проработав до 4 октября 2018 года.
Спратлен говорит по-русски, французски и испански. Спратлен ушла на пенсию. Она советует студентам, интересующимся международными карьерами и, в частности дипломатической службой, найти и совершенствовать их способности и умения.

## Награды
В числе наград Спратлен высшие почётные награды Госдепартамента США.
В 2018 году нынешний президент Узбекистана Шавкат Мирзияев также наградил Памелу Спратлен, завершающую свою дипмиссию в Узбекистане, орденом «Дустлик» за её значительную роль в поступательном развитии и укреплении многоплановых взаимовыгодных узбекско-американских связей.